# Massaua (metropolitana di Torino)
Massaua è una fermata della metropolitana di Torino, sita in corso Francia, all'incrocio con via De Sanctis, via Pietro Cossa, sotto l'area coperta da piazza Massaua.

## Storia
All'interno della stazione, la vetrofania di Ugo Nespolo ricorda gli stabilimenti dolciari della Venchi-Unica, un tempo presenti in questa zona ed attualmente demoliti e sostituiti da abitazioni e servizi per la cittadinanza.

## Fermata
La stazione è stata costruita sotto la piazza omonima, inoltre sono presenti fermate delle linee di comunicazione fuori terra in superficie, principalmente bus.

## Interscambi
La stazione consente l'interscambio con la rete di superficie GTT.

## Servizi
- Biglietteria automatica